# K. Nandagopal
K. Nandagopal (* 26. Dezember 1991, vollständig Nandagopal Kidambi) ist ein indischer Badmintonspieler. 

## Karriere
K. Nandagopal belegte bei den Bahrain International 2012 Rang zwei im Herrendoppel. Ein Jahr später war er dort siegreich. Bei den India International 2013 belegte er Rang drei, bei der Bahrain International Challenge 2013 Rang zwei. Ein weiterer Turniererfolg gelang ihm bei den Maldives International 2013. National gewann er 2012 und 2013 Bronze.